# Idiopsar dorsalis
El comesebo puneño (en Argentina) o cometocino de dorso castaño (en Chile), también denominado yal dorsirrojo o fringilo gris (Idiopsar dorsalis) es una especie de ave paseriforme de familia Thraupidae perteneciente al género Idiopsar, anteriormente situado en Phrygilus. Es nativo de la región andina del suroeste de América del Sur. 

## Distribución y hábitat
Se distribuye al norte de Chile (Andes de Tarapacá y Antofagasta), suroeste de Bolivia (al sur desde Oruro) y noroeste de Argentina (Jujuy, Salta, Tucumán, Catamarca y La Rioja).
Esta especie es considerada rara y local en sus hábitats naturales: los pastizales puneños y laderas rocosas, cercanos a humedales entre los 3300 y los 4500 m de altitud.

## Descripción
Mide 15 cm de longitud. Cabeza y cuello gris ceniza; garganta y cuello delantero blanco. Dorso y escapulares café castaño. Lomo y supracaudales gris apizarrado. Pecho gris claro. Abdomen, subcaudales y flancos blanquecinos. Alas y cola café negruzcas; secundarias interiores con barbas externas blanquecinas.

## Comportamiento
Esta ave regordeta es generalmente mansa, forrajeando en el suelo y encaramándose en rocas o paredes rocosas, prefiriendo la vecindad de humedales. Se lo ve en parejas durante el verano y en pequeños grupos durante el invierno. A veces en compañía de otros semilleros montanos, localmente hasta con Idiopsar erythronotus.

### Alimentación
Su dieta consiste de artrópodos y semillas.

### Reproducción
La nidificación ocurre de febrero a mayo, en el otoño austral. Realizan exhibiciones aéreas. Construye un nido suelto, semiésférico, hecho de lana, pelos y plumas, en una grieta o pila de roca en afloramientos rocosos. La nidada es de hasta tres huevos.

## Sistemática

### Descripción original
La especie I. dorsalis fue descrita por primera vez por el ornitólogo alemán Jean Louis Cabanis en 1883 bajo el nombre científico Phrygilus dorsalis; la localidad tipo es: «Cerro Bayo, Tucumán, Argentina»

### Etimología
El nombre genérico masculino Idiopsar se compone de las palabras del griego «idios»: diferente, peculiar, y «psar»: el estornino (Sturnidae); y el nombre de la especie «dorsalis» del latín que significa dorsal, de la espalda.

### Taxonomía
Es monotípica. 
El género Phrygilus ya se demostraba ser altamente polifilético; de acuerdo con los estudios genéticos y las características externas, según el trabajo de Campagna et al. 2011, pueden distinguirse cuatro grupos bien diferenciados. Uno de estos grupos era formado por las entonces P. dorsalis y P. erythronotus.
El género Idiopsar fue tradicionalmente tratado como un género monotípico (el correspondiente a I. brachyurus), hasta que en los años 2010, publicaciones de filogenias completas de grandes conjuntos de especies de la familia Thraupidae, basadas en muestreos genéticos, que incluyeron varios marcadores mitocondriales y nucleares, permitieron comprobar que esa especie formaba un clado con otras tres, las entonces denominadas Phrygilus dorsalis, P. erythronotus y Diuca speculifera con las cuales además compartía rasgos cromáticos, morfológicos y similitudes distribucionales y ambientales.
Con base en estos resultados, Burns et al. (2016) propusieron un nuevo género Ephippiospingus para P. dorsalis y P. erythronotus. Esta fue la solución adoptada por Aves del Mundo (HBW) y Birdlife International (BLI). Sin embargo, el Comité de Clasificación de Sudamérica (SACC) en la Propuesta N° 730 parte 16 prefirió agruparlas en Idiopsar, dadas las similitudes ya señaladas. Esta posición fue seguida por el Congreso Ornitológico Internacional (IOC)  y Clements checklist/eBird.
Los amplios estudios filogenéticos recientes demuestran que la presente especie es hermana de Idiopsar erythronotus, y el par formado por ambas es hermano del par formado por Idiopsar brachyurus e I. speculifera.